# Objektív (fényképészet)

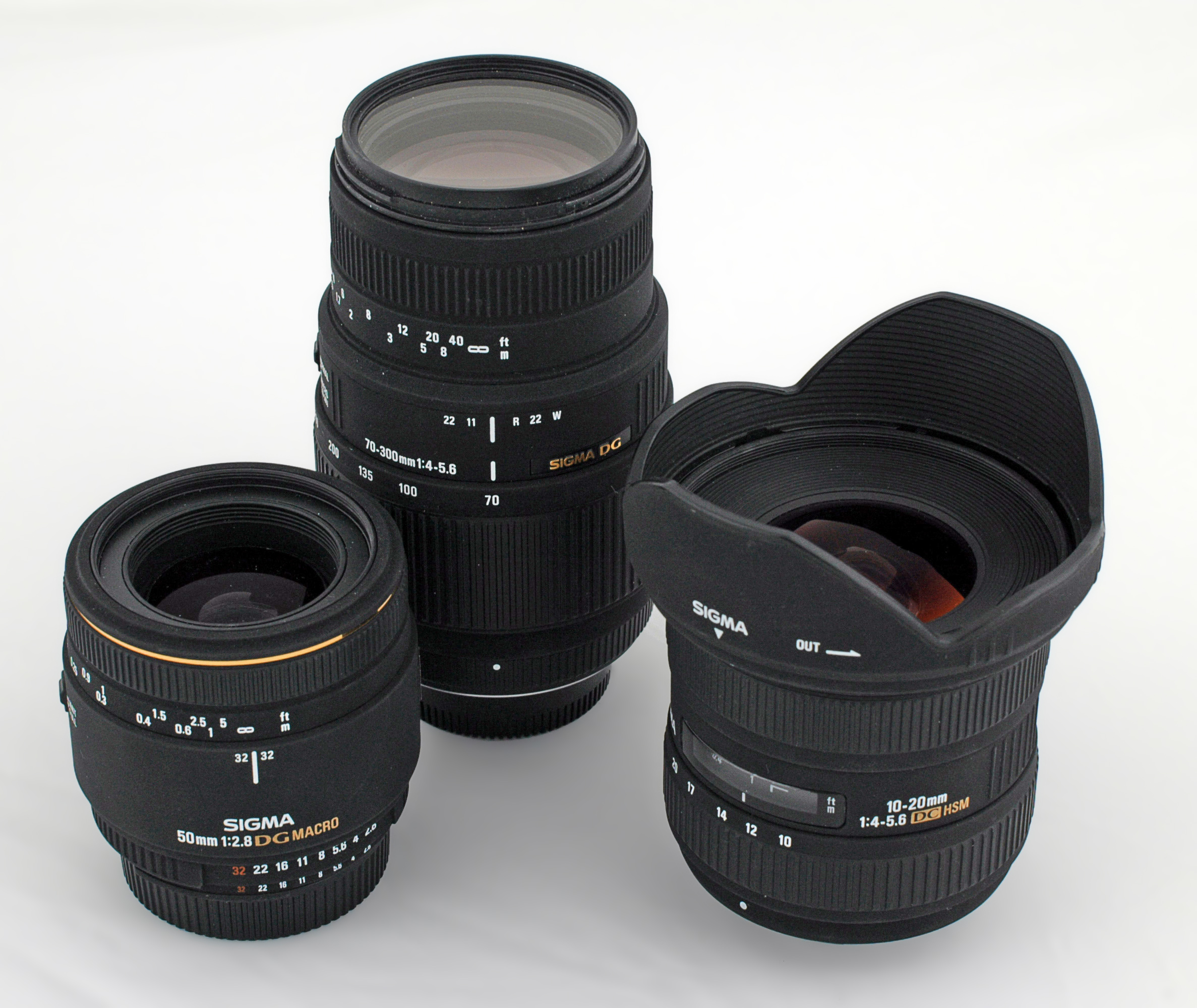
1:2,8/50 Macro - 1:4-5.6/70-300 - 1:4-5.6/10-20

A fotográfiában az objektív a tárgyról valódi képet rajzoló optikai rendszer, mely egy vagy több optikai lencséből, illetve egyes objektívek esetében optikai lencsékből és tükrökből épül fel. Az emberi szemhez hasonlóan működik, a látószögébe eső fényt összegyűjti, majd az optikai tengelyére merőleges érzékeny anyagra (fotófilm, érzékelő lapka) vetíti. Elsősorban gyújtótávolság és fényerő alapján jellemezhetjük, előbbi a frontlencsétől az érzékeny anyagig terjedő szakasz, amit mm-ben mérnek. Utóbbi a beállítható legtágabb nyílást jelöli, amelyen keresztül a fény átjuthat, jele „f”, például f2.8.

## Afényképészetbenhasznált objektívek fajtái
Néhány eset kivételével mindegyiken fel van tüntetve a szerkezet gyújtótávolsága (rendszerint az objektív végén, a lencse körül), mely alapján két típusra oszlanak.

### Fix objektívek

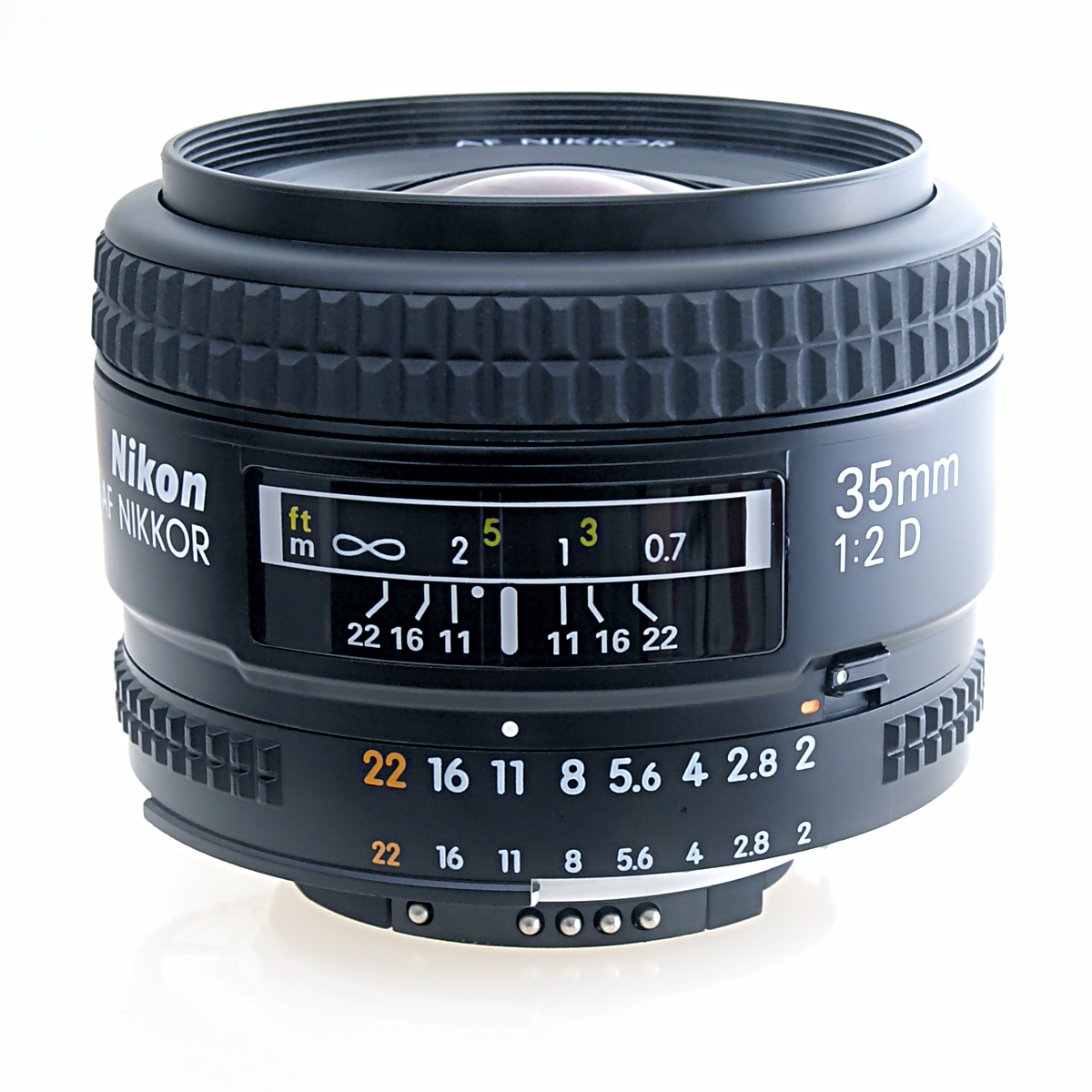
Nikkor 35 mm f/2 AF-D enyhe nagylátószögű objektív

- erős teleobjektív – 300 mm, 400 mm, 500 mm, 600 mm, 1200 mm
- közepes teleobjektív – 135 mm vagy 200 mm
- kis teleobjektív (portré) – 80 mm, 85 mm (1,5× gyújtótávú) illetve 100 mm vagy 105 mm (2× gyújtótávú)
- makró objektív – 50 mm, 65 mm, 90 mm, 100 mm, 150 mm, 180 mm (nagy fényerejű, jó közelpontú optikák. A 65 mm-es gyújtótávú objektív egy speciális eszköz a kategórián belül, leképzése az életnagyságtól indul és egészen annak ötszöröséig terjed).
- normál objektív (alap) – 50 mm, 55 mm, 60 mm
- enyhe nagylátószögű – 35 mm
- közepes nagylátószögű – 24 mm, 28 mm
- erős nagylátószögű – 20 mm (ennek már 90°-os a látószöge)
- extra nagylátószögű – 18 mm, 15 mm, 12 mm (utóbbi látószöge már 112°-os), ennél nagyobb látószögűt már csak megrendelésre készítenek
- halszem – 8 mm, 15 mm (hatalmas, általában 180° feletti látószöggel rendelkeznek, könnyen felismerhető, jellegzetes formában görbítik meg a vonalakat)
- eltolható tengelyű, ún. tilt shift objektív - 24 mm, 45 mm, 90 mm (az optikai tengely eltolható, így kiküszöbölhető a perspektivikus torzítás, valamint az élesség pontja és kiterjedése is befolyásolható. Főleg műszaki fotográfiában használatos, segít a párhuzamos vonalak megtartásában. Jelölésükre a két nagy japán gyártó a TS-E, ill. a PC rövidítést használja)

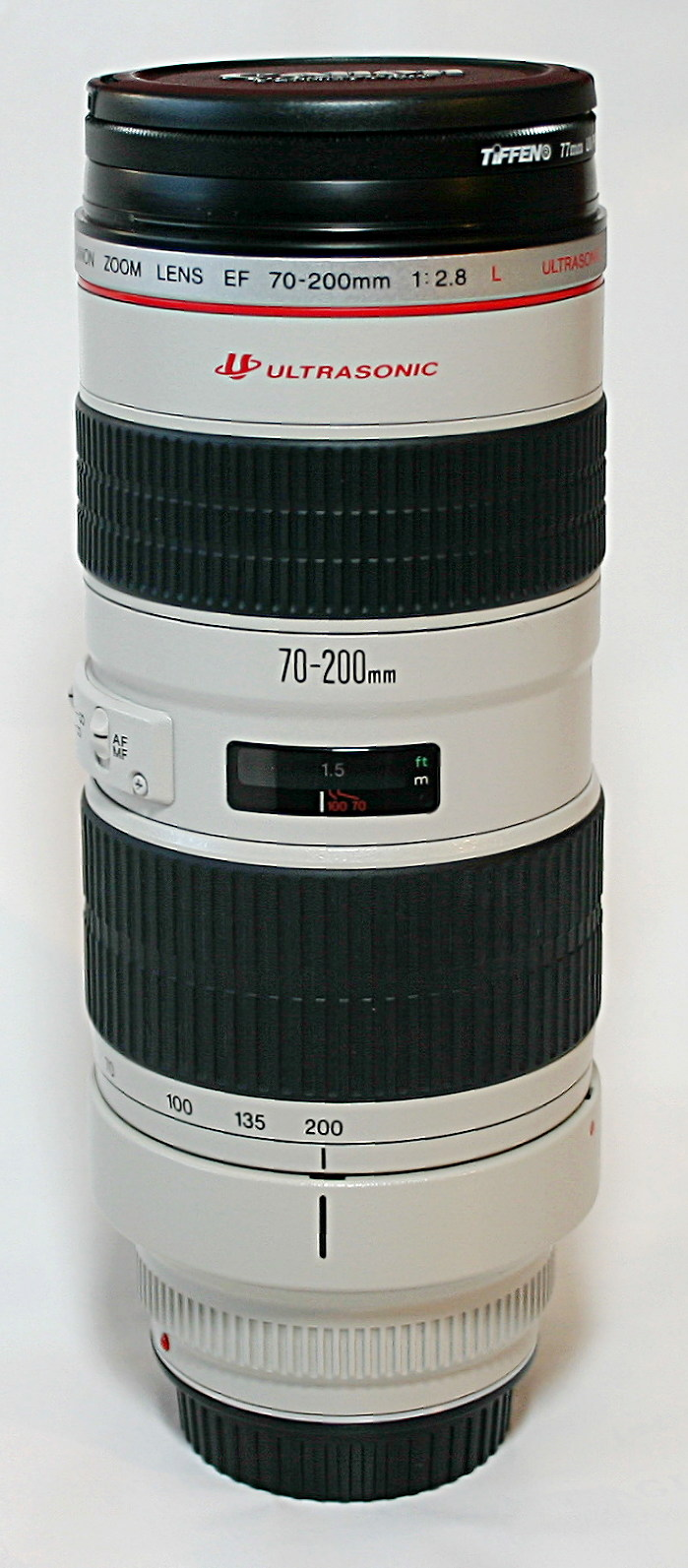
Canon EF 70-200 mm telezoom objektív

### Nem fix (zoom) objektívek
Zoom objektívek (1959 óta vannak jelen a fényképészetben, előtte kizárólag a filmezésben használták), az átlagos zoom objektív az enyhén nagylátószögűtől a közepes teléig terjed (például 35-200 mm).
- nagylátószögű zoom: teljes kisfilmet rajzolók: 15-30 mm, 16-35 mm, 17-40 mm…

APS-C méretű szenzorral (1,5x /1,6x látószög csökkenés): 10-20 mm (ekv. 16-32) 
- alap zoom: 24-70 mm, 24-105 mm, 28-80 mm, 28-105 mm, 35-70 mm… (a nyílás növekedésével romlik a kép rajza, minősége, de ezek között is vannak kimagaslóan jó minőségű fix fényerejű objektívek)

- tele zoom: 55-200 mm, 28-300 mm, 70-200 mm, 70-300 mm, 100-300 mm, 50-500 mm, 300-800 mm…

ezek közt is találunk fix fényerejű, jó rajzú objektíveket
A zoom objektívek (praktikusságuk miatt) mára szinte teljesen kiszorították a többi típust, bár képrajzolási képességük és fényerejük gyengébb, mint a fix gyújtóponttal rendelkező objektíveknek.

### Stabilizátoros objektívek
Ezek az objektívek több lencsetaggal rendelkeznek, mint az azonos típusú és gyújtótávú, de stabilizátor nélküli darabok. 
A plusz lencsék a bemozdulás irányával ellentétesen mozognak, így biztosítják a korrekciót. Nagy segítséget jelent ez a rendszer akkor, ha kézből lassabb záridővel kell dolgoznunk. Stabil állvány használatakor viszont érdemes ezt a funkciót kikapcsolni, mert előfordul egyes daraboknál, hogy ilyenkor is korrigálni próbálnak, és ezzel bemozdítják a képet.
Mivel a fény több anyagon hatol át ezeknél az optikáknál, a rajzolatuk (típustól, gyártmánytól függően) kicsit gyengébb lehet, mint hagyományos társaiké, de a különbség elhanyagolható.
Több átfogásban is elérhetőek ilyen objektívek, de legnagyobb hasznuk a tele tartományban van.
Áruk viszonylag magas, ugyanakkor a befektetés megtérül a könnyebb, gyorsabb és precízebb munkák során.

### Konverterek, közgyűrűk

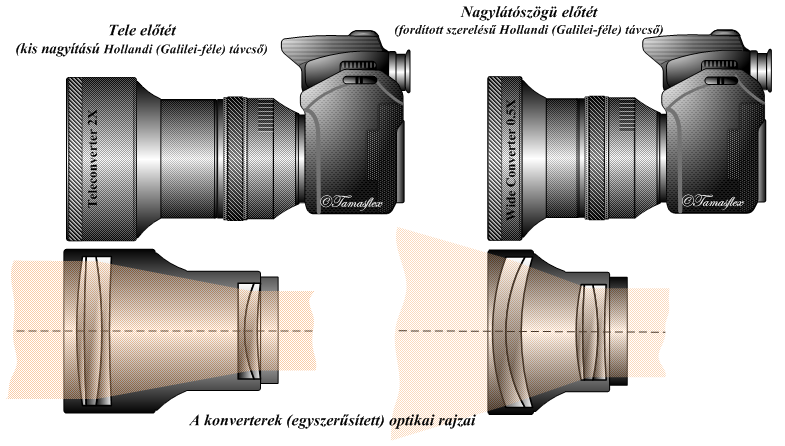
Tele előtét és nagylátószögű előtét elvi rajza

- Telekonverter, tele előtét: olyan optikai eszköz, amelyet a gépváz és az objektív közé vagy az objektív elé felszerelve megnöveli a gyújtótávolságot.
- A nagylátószögű előtét olyan optikai eszköz, amelyet az objektív elé felszerelve lecsökkenti a gyújtótávolságot. Előnye, hogy sokkal kedvezőbb áron érhetjük el az áhított tartományt, mintha külön objektívet vásárolnánk erre a célra. Hátránya, hogy a gyújtótávon túl a fényerőt is módosítja és többnyire csak a felső kategóriás optikáknál alkalmazható. A modern darabok használata mellett elérhető az objektívek összes szolgáltatása. Szorzótényezőjük típustól és gyártmánytól függően: 1,4, 1,5, 2, 3.

Várható némi minőségromlás a plusz lencsetagok miatt, de elhanyagolható mértékben.
- Közgyűrű: optikai elemet nem tartalmazó közdarab, amely a gépváz és az objektív közé kerül felszerelésre. Megváltoztatja az optikai közelpontot, ezáltal azonos gyújtótáv mellett, de kisebb tárgytávolságból fényképezhetünk.

Felhasználási területe például a makrofotográfia. A drága makró objektívekhez képest olcsó megoldás és használatával nem romlik a képminőség. Hátránya, hogy csökkenti a fényerőt.

## Minden idők legjobb objektívjei[forrás?]
- Angenieux retrofocus
- Cooke triplet
- Double-Gauss
- Goerz Dagor
- Leitz Elmar
- Petzvál portréobjektív
- Rapid Rectilinear
- Zeiss Tessar
- Zeiss Sonnar
- Zeiss Planar

## Minőségi objektíveket gyártó cégek (2006-ban)
- Canon
- Cosina
- Konica Minolta (a két cég egyesülése előtt csak a Minolta)
- Leica
- Nikon (Nikkor néven forgalmazza)
- Olympus Corporation
- Pentax
- Tamron
- Tokina
- Schneider Kreuznach
- Sigma Corporation
- Zeiss
- Samyang

## Külső hivatkozások
- Objektívek.lap.hu - linkgyűjtemény